# Franz de Paula Pistek

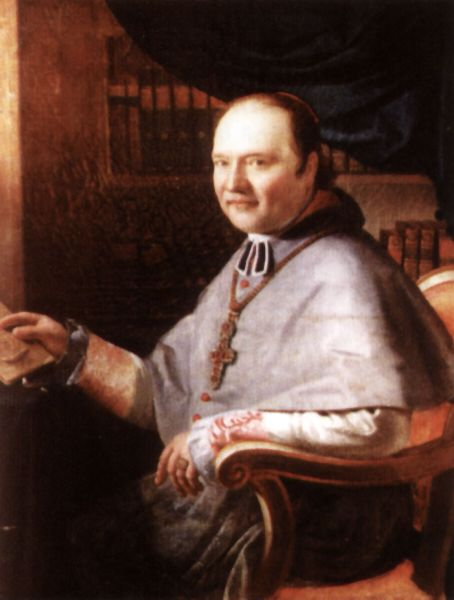
Franz de Paula Pistek, Bischof von Tarnów und Lemberg

Franz de Paula Pištěk (tschechisch František Pištěk, polnisch Franciszek de Paula Pisztek; * 6. April 1786 in Prčice, Böhmen; † 2. Februar 1846 in Lemberg) war Bischof von Tarnów und Erzbischof von Lemberg.

## Leben
Franz de Paula Pistek entstammte einem Prčicer Bauerngeschlecht. Nach dem Abitur studierte er in Prag katholische Theologie und Philosophie und wurde am 21. August 1808 zum Priester geweiht. Anschließend wirkte er im Bistum Leitmeritz; zunächst als Kaplan in Smolnice (Smolnitz) und danach als Pfarrer in Jungfernteinitz. 1817 wurde er Dekan in Přeštice. 1823 erhielt er ein Kanonikat am Prager Veitsdom. Ein Jahr später wurde er Dekan des Stiftskapitels in Altbunzlau.
Am 27. September 1824 ernannte ihn Papst Leo XII. zum Weihbischof in Prag und gleichzeitig zum Titularbischof von Azotus. Die Bischofsweihe spendete ihm am 14. November 1824 der Prager Erzbischof Wenzel Leopold Chlumčanský von Přestavlk.
In der Nachfolge des Bischofs Ferdinand Maria Chotek von Chotkow, der als Erzbischof nach Olmütz transferiert worden war, wurde Franz de Paula Pistek am 24. Februar 1832 zum Bischof von Tarnów berufen. Da das Gebiet nach der Ersten Teilung Polens 1772 an Österreich gefallen war, erfolgte die Ernennung durch Kaiser Franz II. Die Amtseinführung fand am 10. Juni 1832 in der Kathedrale von Tarnów statt. Während seiner kurzen Amtszeit versuchte er, das Bistum neu zu ordnen; zudem förderte er die Priesterausbildung, widmete sich der Ausstattung der Kathedrale und renovierte das Bischofshaus.
Am 24. Juli 1835 wurde Franz de Paula Pistek von Kaiser Ferdinand I. zum Erzbischof von Lemberg ernannt. Die päpstliche Bestätigung erfolgte am 11. Februar 1836 durch Papst Gregor XVI.
Pistek war ein Förderer seiner Heimatstadt Prčice und ließ dort 1843 ein Kloster der Barmherzigen Schwestern mit einem Armenhaus und Krankenhaus anlegen, das 1845 geweiht wurde. Ein Jahr später starb er im Alter von 60 Jahren. Sein Leichnam wurde in der Krypta der Lemberger Kathedrale beigesetzt.